# Réserve naturelle régionale de la côte de Bois-en-Val
La réserve naturelle régionale de la côte de Bois-en-Val (RNR158) est une réserve naturelle régionale située en Champagne-Ardenne dans la région Grand Est. Classée en 2008, elle occupe une surface de 24 hectares à  Charleville-Mézières.

## Localisation

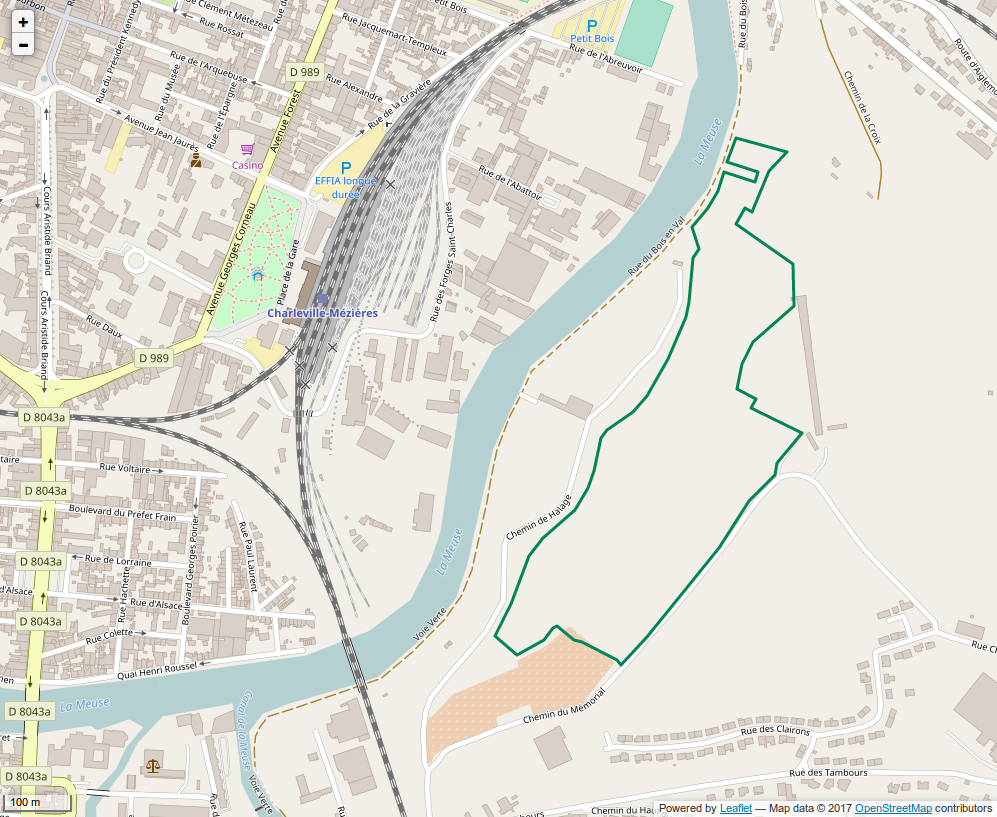
Périmètre de la réserve naturelle.

Le territoire de la réserve naturelle est dans le département des Ardennes (département), à 800 m du centre-ville de Charleville-Mézières. Il occupe les coteaux de Berthaucourt à l'est de la ville et sur la rive droite de la Meuse.

## Histoire du site et de la réserve
Le site a été exploité comme carrière pour la production de chaux et de pierres de construction jusque dans les années 1950. Un four à chaux est encore visible. L'intérêt du site est noté par les naturalistes depuis longtemps. L'exploitation du site ayant cessé, il retourne lentement à un état sauvage.

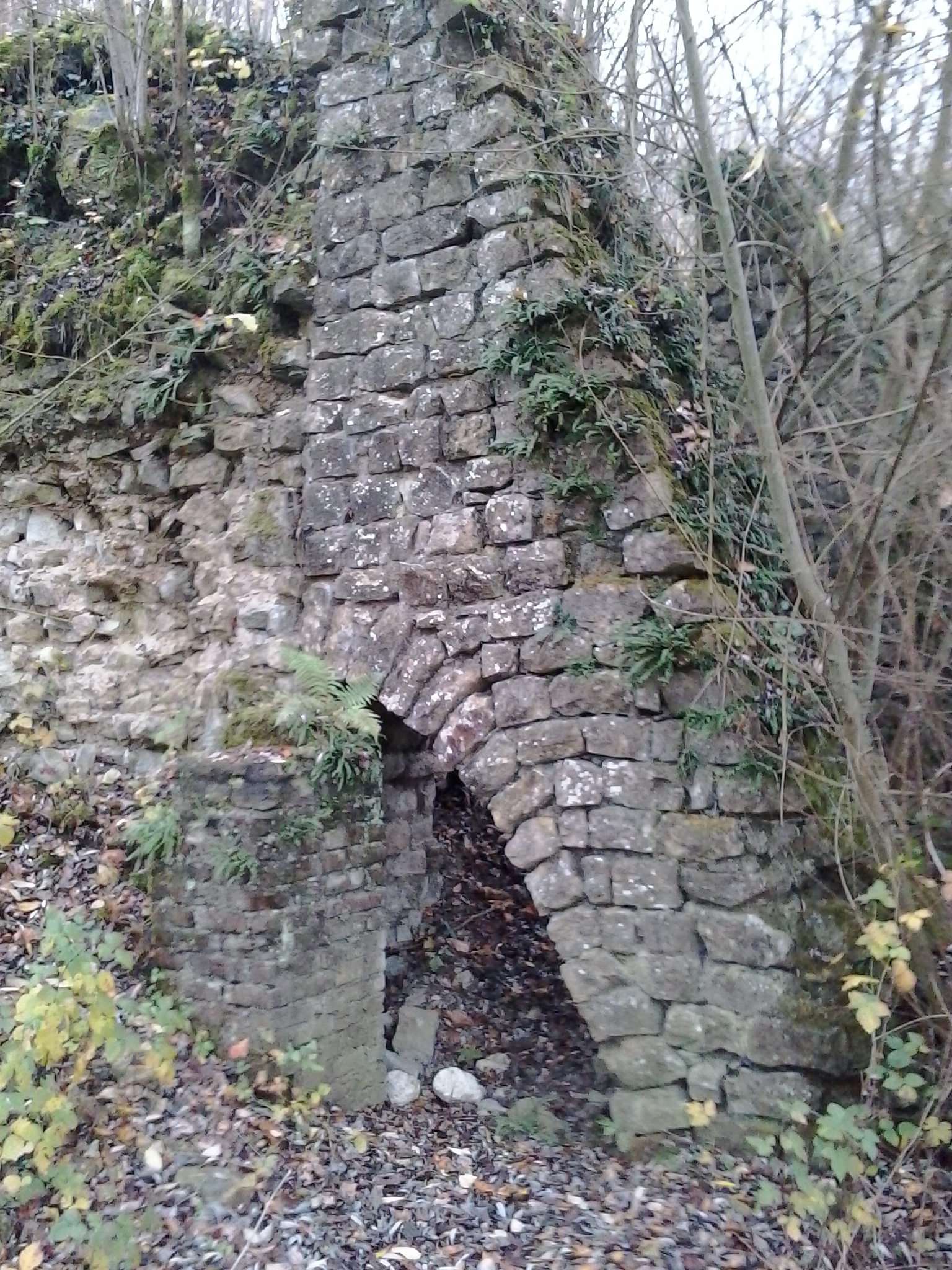
Vestige du four à chaux.

## Écologie (biodiversité, intérêt écopaysager…)
On observe sur le site une grande diversité de milieux : bois (hétraie calcicole, tiliaie-acéraie, pinède), friche et pelouse marneuse, mare, phragmitaie, taillis tourbeux.

### Flore
La flore de la réserve naturelle compte 225 espèces végétales dont des orchidées comme l'Épipactis des marais ou l'Orchis incarnat. On trouve également la Berle à larges feuilles et de nombreuses fougères dont le Polystic à crêtes et le Thélyptéris des marais.

### Faune
L'avifaune compte 95 espèces dont la Pie-grièche écorcheur, le Tarier pâtre et des rapaces. Plus de 35 espèces de mammifères fréquentent le site ainsi que plus de 12 espèces d'amphibiens et de reptiles (Triton crêté, Alyte accoucheur), plus de 530 espèces de papillons (Damier noir) et 115 espèces de coléoptères.

## Intérêt touristique et pédagogique
Des sentiers parcourent le site. La diversité et la stratigraphie des roches permet une initiation à la géologie.

## Administration, plan de gestion, règlement
La réserve naturelle est gérée par la commune de Charleville-Mézières.
Le premier plan de gestion couvrait la période 2003-2005. Le plan de gestion 2011-2015 est en cours.

### Outils et statut juridique
Le site a été classé en réserve naturelle volontaire le 6 mars 2001. Le classement en réserve naturelle régionale est intervenu par une délibération du 21 avril 2008 pour une durée de 10 ans.
Le site est également une ZNIEFF de type I no 14792 « Bois et anciennes carrières de la Côte de Bois en Val » depuis 1991.